# Стырская, Елизавета Яковлевна
Елизавета Яковлевна Стырская (настоящая фамилия Фурман; 1898—1947) — русская писательница и поэтесса, мемуаристка.

## Биография
Елизавета Стырская родилась в 1898 году в Рожище, Луцкий уезд, Волынская губерния. Первая жена поэта-сатирика Эмиля Кроткого, 22-летний Кроткий познакомился с одесской поэтессой, известной среди поэтов как «Лика Стырская», когда ей было 16 лет. Она подтолкнула его к переезду в Петроград. Она познакомила Эмиля Кроткого с Сергеем Есениным и Анатолием Мариенгофом, когда те приезжали в Харьков в 1920 году, где в то время работал Эмиль в украинском телеграфном агентстве УкрРОСТА. Отношения между супругами ухудшились после романа Елизаветы с писателем Всеволодом Ивановым, и впоследствии они расстались.
Стырская — автор сборника эротических стихов «Мутное вино», который вышел в 1922 году в Москве тиражом 300 нумерованных экземпляров. В сборник вошло 11 стихотворений. Работа была отрицательно встречена критикой. В 1997 году в Челябинске Общество любителей русской словесности факсимильно переиздало сборник Стырской тиражом 100 нумерованных экземпляров. Она также начала писать прозаический роман «Пощёчина», который описывал жизнь ученицы старших классов в еврейском местечке, но произведение осталось недописанным.
Елизавета Стырская также является автором воспоминаний о Сергее Есенине и Айседоре Дункан «Поэт и танцовщица». Воспоминания Стырской были опубликованы во время её пребывания в Берлине в местной газете Die Welt am Abend с 13 декабря 1928 по 2 января 1929 года в 14 номерах. В переводе на русский язык впервые опубликованы в 1999 году в № 12 журнала «Знамя».
Умерла 5 декабря 1947 года в Москве.